# Козаперовиця
Козаперовиця (хорв. Kozaperovica) — населений пункт у Хорватії, у Сисацько-Мославинській жупанії у складі міста Глина.

## Населення
Населення за даними перепису 2011 року становило 46 осіб.
Динаміка чисельності населення поселення:

## Клімат
Середня річна температура становить 10,72 °C, середня максимальна – 24,89 °C, а середня мінімальна – -5,68 °C. Середня річна кількість опадів – 1076 мм.
| Клімат поселення                              | Клімат поселення | Клімат поселення | Клімат поселення | Клімат поселення | Клімат поселення | Клімат поселення | Клімат поселення | Клімат поселення | Клімат поселення | Клімат поселення | Клімат поселення | Клімат поселення | Клімат поселення |
| Показник                                      | Січ.             | Лют.             | Бер.             | Квіт.            | Трав.            | Черв.            | Лип.             | Серп.            | Вер.             | Жовт.            | Лист.            | Груд.            |                  |
| Середній максимум, °C                         | 7,40             | 8,81             | 13,10            | 17,10            | 21,70            | 24,89            | 23,58            | 22,98            | 19,55            | 14,98            | 9,28             | 5,39             |                  |
| Середня температура, °C                       | 0,85             | 2,27             | 6,56             | 10,55            | 15,15            | 18,34            | 20,10            | 19,50            | 16,08            | 11,51            | 5,80             | 1,93             |                  |
| Середній мінімум, °C                          | −5,68            | −4,28            | 0,04             | 4,00             | 8,61             | 11,80            | 16,62            | 16,03            | 12,62            | 8,02             | 2,34             | −1,55            |                  |
| Норма опадів, мм                              | 67               | 67               | 76               | 90               | 93               | 99               | 94               | 94               | 99               | 101              | 110              | 86               |                  |
| Середньомісячна швидкість вітру, м/с          | 1.64             | 1.81             | 2.19             | 2.10             | 1.91             | 1.71             | 1.70             | 1.58             | 1.57             | 1.64             | 1.71             | 1.73             |                  |
| Середньомісячна сонячна радіація, кДж/м²·день | 4351             | 7101             | 10715            | 15183            | 19331            | 21456            | 22657            | 19594            | 14473            | 9130             | 4845             | 3605             |                  |
| --------------------------------------------- | ---------------- | ---------------- | ---------------- | ---------------- | ---------------- | ---------------- | ---------------- | ---------------- | ---------------- | ---------------- | ---------------- | ---------------- | ---------------- |
| Джерело:                                      |                  |                  |                  |                  |                  |                  |                  |                  |                  |                  |                  |                  |                  |